# 마니차

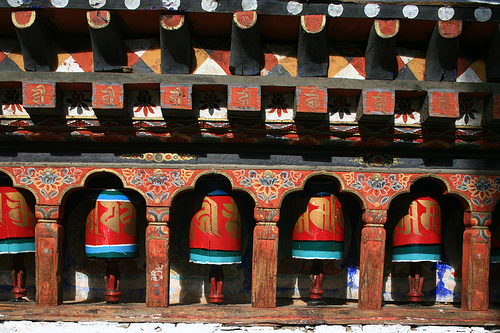
부탄의 마니차

마니차(摩尼車, 티베트어: འཁོར་)는 주로 티베트 불교에서 사용되는 불교 도구이다. 마니차는 원통형으로 되어 있으며, 측면에는 만트라가 새겨져 있다. 내부에는 롤로 경문이 새겨겨 있다. 크기는 다양하며 손에 쥘 수 있는 크기부터 큰 것은 몇 미터에 달하는 마니차가 사원에 있는 것이 일반적이다.

## 같이 보기
- 염주 (불교)
- 스투파